# غريغ ريفيس
غريغ ريفيس (بالإنجليزية: Greg Reeves)‏ هو موسيقي أمريكي، ولد في 7 أبريل 1955 في وارن في الولايات المتحدة.

## وصلات خارجية
- غريغ ريفيس على موقع IMDb (الإنجليزية)
- غريغ ريفيس على موقع ميوزك برينز (الإنجليزية)
- غريغ ريفيس على موقع أول ميوزيك (الإنجليزية)
- غريغ ريفيس على موقع ديسكوغز (الإنجليزية)